# Ivan Bodiul
Ivan Ivanovitch Bodiul (3 janvier 1918 /O.S. 21 décembre 1917 – 27 janvier 2013) était un politicien soviétique, dirigeant la République soviétique socialiste moldave.

## Biographie
Ivan Ivanovich Bodiul est né en 1918, à Oleksandrivka, oblast de Mykolaïv, Ukraine. Bien que d'origine en partie moldave, il était un très mauvais locuteur en roumain/moldave, sa langue familiale étant le russe. En URSS où les statistiques ethniques étaient obligatoires, il était déclaré comme moldave.
Ivan Bodiul fut Premier Secrétaire du Parti communiste moldave (28 mai 1961 - 30 décembre 1980) qui dirigeait de manière autoritaire la République soviétique socialiste moldave. La première période de son mandat commence après la grande vague de déportations des années 1945-55 et la famine de 1946, et alors que l'immigration de colons soviétiques battait, en pleine industrialisation, son plein. Le Parti unique et le KGB menaient, dans ce pays qui avait été roumain avant de devenir soviétique, une dure lutte contre l'identité roumaine des autochtones, qualifiée de « nationalisme bourgeois », mais aussi, depuis que l'état d'Israël s'était rapproché des États-Unis, contre les Juifs accusés de « cosmopolitisme » et de sionisme, les deux groupes subissant des purges, des enquêtes et des exclusions sous l'accusation de « sabotage ».
En décembre 1971, plusieurs dissidents furent emprisonnés, dont des membres du parti communiste, alors que d'autres furent déportés au Goulag (notamment Alexandru Usatiuc-Bulgar, Gheorghe Ghimpu, Valeriu Graur et Alexandru Soltoianu, membres du « Front patriotique moldave » clandestin qui rassembla plus d'une centaine de membres proposant la mise en place d'une République démocratique moldave).
Les principaux acolytes de Bodiul étaient les Seconds Secrétaires du parti communiste : Youri Melkov (jusqu'en 1973), Nikolaï Merenichtchev (1973-1981) qui venaient de Russie et le KGB, dont les présidents furent : Ivan Savtchenko (jusqu'en 1966), Piotr Chvertko (1966-1974) et Arkady Ragozine (1974-1979). Bodiul lutta aussi fermement contre les religions, faisant fermer ou démolir plusieurs églises et synagogues, arrêter et déporter les minorités religieuses, notamment celles qui se positionnaient en objecteurs de conscience comme les Adventistes, les Orthodoxes vieux-croyants (Lipovènes, Moloques, Khlysts...) et les Témoins de Jéhovah. Ce qui ne l'empêcha pas d'emprisonner aussi des libres-penseurs sous l'accusation d'« immoralité » et de « trotskisme ».

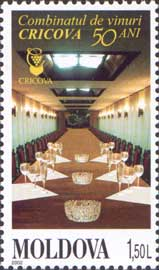
La salle de dégustation de la cave coopérative de Cricova.

Dans la deuxième période de son mandat (à partir de 1980), cette politique s'apaisa, faute de victimes. En décembre 1976, Ivan Bodiul et son épouse Claudia furent les premiers visiteurs moldaves importants en Roumanie durant la période communiste. À l'une de ses rencontres à Bucarest, Bodiul déclara que "les bonnes relations entretenues entre les deux pays ont été initiées par les visites de Nicolae Ceaușescu en Moldavie soviétique, ce qui a conduit au développement des contacts et des échanges dans tous les domaines". En août 1976, Bodiul est venu accueillir Ceauşescu et son épouse Elena à la frontière et les a escortés jusqu'à Chișinău.
Bodiul est aussi connu comme l'un des plus fidèles partisans et un ami personnel de Léonid Brejnev, aimant comme lui la bonne chère, les fêtes entre camarades et les voitures. Leurs signatures sur le livre d'or de la cave coopérative vinicole de Cricova, fameuse tant en Moldavie que dans toute l'URSS, rappellent leurs visites répétées accompagnés de nombreux camarades. Après avoir passé quelques années en tant que vice-président du Conseil des ministres de l'URSS (1980-1985), Bodiul se retire en mai 1985. Il obtint un doctorat en philosophie (1985). Ses filles, Svetlana et Natalia Bodiul, vivent en Italie. Un de ses neveux, Valentin Bodiul, est directeur de l'entreprise vinicole de Cricova désormais privatisée. Bodiul fut décoré de plusieurs ordres soviétiques et médailles, dont 4 Ordres de Lénine.

## Sources
- (ru) Биография
- (ru) Кто есть кто в Правительствах СССР
- (ru)Enciclopedia sovietică moldovenească (Chișinău, 1970-1977)

1. ↑  Nikolaï Théodorovitch Bougaï, Informations des rapports de Béria et de Krouglov à Staline, éd. de l’Acad. de sciences de Moldavie nr. 1, Chișinău, 1991 (Н.Ф. Бугай «Выселение произвести по распоряжению Берии…» О депортации населения из Молдавской ССР в 40-50- е годы – Исторические науки в Молдавии. № 1. Кишинев, 1991. 1.0), Déportation des peuples de Biélorussie, Ukraine et Moldavie, éd. Dittmar Dahlmann et Gerhard Hirschfeld, Essen, Allemagne, 1999, p. 567-581 (Депортация народов из Украины, Белоруссии и Молдавии : Лагеря, принудительный труд и депортация. Германия. Эссен. 1999. 1.3).
2. ↑  Ces dissidents opposés au pouvoir, alors très puissant, de l'URSS, ne souhaitaient pas proposer un autre modèle politique mais, note le philosophe politique Pierre Manent, forcer les pays communistes à « respecter un certain nombre de principes élémentaires, principes du reste que ledit régime a souvent inscrits dans sa Constitution. De son côté, le régime, tout en emprisonnant ou déportant les dissidents, ne peut guère se déclarer officiellement hostile aux droits de l'homme. De sorte que pays démocratiques et communistes signeront les accords d'Helsinki dont le troisième volet comporte l'affirmation d'un certain nombre de droits fondamentaux comme celui d la libre circulation des personnes » in Pierre Manent, Cours familier de philosophie politique, Gallimard, Tel, rééd. 2008, page 164.
3. ↑  Moore, Patrick, « Romanian-Moldavian SSR Relations », Radio Free Europe, 24 septembre 1979 (consulté le 12 décembre 2010)